# Џо Бајден
Џозеф Робинет Бајден Млађи (енгл. Joseph Robinette Biden, Jr.; Скрантон, 20. новембар 1942) амерички је политичар, који је обављао функцију 46. председника САД од 2021. до 2025. године. Такође је и бивши 47. потпредседник САД у администрацији Барака Обаме. Члан је Демократске странке. Био је професор права на више америчких универзитета и од 1973. до 2009. сенатор државе Делавер.
Бајден је рођен у Скрантону у Пенсилванији 1942. и живео је тамо десет година пре него што се преселио у Делавер. Постао је правник 1969. и изабран је у окружни савет округа Њу Касл 1970. Први пут је изабран у Сенат 1972, и постао је шести најмлађи сенатор у историји Сједињених Држава. Поново је биран у Сенат шест пута, и био је четврти сенатор по старешинству у тренутку када је дао оставку да би преузео позицију потпредседника 2009. Био је дугогодишњи члан и бивши председавајући Комитета за спољне односе. Противио се Заливском рату 1991, али се залагао за интервенцију Сједињених Држава и НАТО током Рата у Босни 1994. и 1995. Гласао је за резолуцију која је одобрила Рат у Ираку 2002, али се противио повећању броја америчких трупа у Ираку 2007. Такође је служио и као председавајући Судског комитета Сената, када се бавио питањима везаним за политику о наркотицима, превенцију криминала, грађанске слободе, и водио је законодавне напоре за доношење Закона о контроли насилних злочина и спровођења закона, као и Закона о насиљу против жена. Председавао је Судским комитетом током контроверзних номинација Роберта Борка и Кларенса Томаса за Врховни суд Сједињених Држава.
Џо Бајден се неуспешно борио за председничку номинацију Демократске странке 1988. и 2008. године. Оба пута се повукао из трке услед неубедљиве подршке. Пред председничке изборе 2008, Барак Обама га је одабрао за свог потпредседничког кандидата. Победили су на изборима, и Бајден је постао први католик, и прва особа из Делавера која је постала потпредседник Сједињених Држава.
Као потпредседник у Обаминој администрацији, Бајден је надгледао инфраструктурну потрошњу у циљу борбе против Светске економске кризе и америчку политику према Ираку све до повлачења америчких трупа из Ирака 2011. Његове способности преговарања са републиканцима у конгресу су помогле у доношењу закона као што је Закон о пореским олакшицама, реауторизацији осигурања од незапослености и стварању радних места из 2010, који је разрешио порески застој, Закон о буџетској контроли из 2011, који је разрешио кризу која је те године настала услед достизања максималног дозвољеног задужења Сједињених Држава, и Амерички закон о олакшицама за пореске обвезнике из 2012, који је био усмерен ка решавању претеће „фискалне литице“. 2011. године се противио давању зеленог светла за војну акцију која је довела до смрти Осаме бин Ладена. Обама и Бајден су реизабрани 2012. Октобра 2015, након више месеци спекулација, Бајден је одлучио да се неће кандидовати за председника на председничким изборима 2016. У децембру 2016, није желео да искључи могућност да ће се кандидовати за председника на 2020, али је 13. јануара 2017. објавио да се неће кандидовати, да би само четири дана касније поново одбио да искључи могућност потенцијалне кандидатуре. 12. јануара 2017, Обама му је доделио председничку медаљу слободе, са заслугама. Након напуштања положаја потпредседника, Бајден је именован за професора на Универзитету у Пенсилванији.
У априлу 2019. године, Бајден је најавио кандидатуру на председничким изборима 2020. године, а достигао је праг делегата потребан за обезбеђивање демократске номинације у јуну 2020. године. Дана 11. августа, он је објавио да је америчка сенаторка Камала Харис из Калифорније његов кандидат за потпредседника.

## Биографија
Џозеф Робинет Бајден млађи рођен је 20. новембра 1942. у болници Свете Марије у Скрантону, Пенсилванија, од Кетрин Еугеније „Џин” Бајден (рођена Финеган) (1917—2010) и Џозефа Робинета Бајдена старијег (1915—2002). Најстарији син католичке породице, има сестру Валери и два брата Франсиса и Џејмса. Џин је био ирског порекла, са коренима који се разликују од округа Лаут у Ирској и округа Дери у Северној Ирској. Родитељи његовог оца, Мери Елизабет (рођена Робинет) и Џозеф Х. Бајден, били су енглеског, француског и ирског порекла. Бајден је прво одрастао у Скрантону, а затим, након свог десетог рођендана, у Клејмонту, округ Њу Касл, Делавер, где је његов отац продавао аутомобиле.
Дипломирао је политичке науке 1965. на Универзитету у Њуарку, касније је специјализирао право, дипломирао је 1968. у Сиракјусу у држави Њујорк, пре него што је примљен у адвокатску комору 1969. године, активност коју је обављао у кратком периоду. Изабран у Вијеће округа New Castle од 1970. до 1972. године, те исте године Бајден је изабран за сенатора Демократске странке која представља државу Делавер. Године 1966. оженио се Нилом Хантер, коју је упознао у Сиракузи, са којом је имао троје деце: Џозефа Р. „Боа“ Бајдена (1969—2015), Роберта Хантера (1970) и Наоми Кристину (1971—1972).
Његов живот обележила је породична драма 1972. године: његова супруга Нила и троје деце страдали су у саобраћајној несрећи. Његова супруга и најмлађа ћерка Наоми Кристина, стара само 13 месеци, погинуле су, док је друго двоје деце преживело, иако тешко повређено. Након што је неколико година сам одгајао Боа и Роберта, 1977, такође подстакнут од њих да поново изграде свој љубавни живот, поново се оженио са Џил Трејси Џејкобс, са којом је добио ћерку Ешли, рођену 8. јуна 1981.

## Политичка каријера

### Сенатор из Делавера
Изабран за сенатора 1972. за Демократску странку која представља државу Делавер (живи у Вилмингтону), Бајден је обављао своју функцију до именовања на место потпредседника Уније 2008. године.
Његово име се појављује међу члановима Сенатског комитета за обавештајне послове, заједничка расправа од 3. августа 1977, на пројекту МКУЛТРА.
Током свог сенаторског мандата обављао је бројне важне функције: од 1987. до 1995. био је председник Правосудне комисије Савезног сената, 2001. преузео је престижну позицију председника Комисије за спољне послове Сједињених Америчких Држава, покривајући три пута исту улогу и резултирало њеним лидерством у кључним фазама за спољну политику САД, као што су одговор на нападе 11. септембра 2001. и гласање у Конгресу о почетку непријатељстава против Ирака Садама Хусеина. Од 2007. године, истовремено као председавајући Комитета за спољне послове Сената, Бајден је био председник Међународног комитета за контролу дрога Конгреса Сједињених Америчких Држава, на којој је функцији био до 2009. године, када је именован за потпредседника САД.

### Председничке кампање
Године 1988. кандидовао се за демократске председничке изборе, изјављујући да је инспирисан лабуристичким моделом Нила Кинока, али га је на изборима победио Мајкл Дукакис (који ће, међутим, некада кандидат за председника, бити тешко поражен од републиканца Џорџа Х.В. Буша). Године 2004. био је у искушењу да се поново кандидује на предизборним изборима, али је на крају одустао од те намере, изјавивши да није доступан ни да буде заменик Џона Керија (за ову улогу Бајден је свом колеги из Масачусетса предложио сенатора Џона Мекејна, упркос томе што је овај последњи републиканац).
Он је 7. јануара 2007. у телевизијском интервјуу рекао да жели да се кандидује на предизборним изборима 2008. године, а 30. јануара званично је ушао у ужи избор.
4. јануара 2008, на крају посланичког клуба у Ајови (први изборни тест предизборних избора) најавио је да намерава да се повуче из такмичења због лошег резултата (0,93%), али је 22. августа Барак Обама, кандидат на председничким изборима 2008. за Демократску странку, најавио је током предизборног митинга у Спрингфилду, у држави Илиноис, да ће Бајден бити његов потпредседник у трци за председника. Кандидатура је формално потврђена гласањем за признање током Демократске конвенције у Денверу одржане од 25. до 28. августа 2008.
Дана 4. новембра 2008, двојац Обама-Бајден победио је на председничким изборима, победивши републиканску карту коју су чинили сенатор Џон Мекејн и гувернерка Аљаске Сара Пејлин.

### Политика према Балкану
Још у раној фази балканских конфликата, Џо Бајден је представљао присталицу активне, и по потреби агресивне спољне политике САД на Балкану. Међу првима је Слободана Милошевића назвао ратним злочинцем. Залагао се за прекид санкција на увоз оружја према српским противницима и за одржавање војне обуке босанским муслиманима. Његов утицај на Била Клинтона и залагање за ратну опцију, били су одлучујући за војно ангажовање НАТО-а у ваздушним операцијама на Балкану. По сопственој изјави он је предложио бомбардовање Београда 1999. године.

### Потпредседник Сједињених Држава (2009—2017)
20. јануара 2009. званично је положио заклетву као 47. потпредседник Сједињених Држава, први католик који је обављао ову функцију. У Обаминој администрацији играо је веома активну улогу као близак саветник председника, због чега је био задужен за надгледање трошења инфраструктуре ванредног плана који је Обама желео да се супротстави великој рецесији и за праћење целокупне спољне политике Сједињених Држава према Ираку, до повлачења америчких трупа 2011. године. Исте године се успротивио могућности да се настави војна мисија која је довела до убиства Осаме бин Ладена.
На основу свог великог искуства у Конгресу, стеченог за 36 година рада у Сенату, председник Обама је у марту 2011. дао свом заменику задатак да води преговоре између Представничког дома са републиканском већином и Беле куће како би се решили проблеми који проистичу из федералне потрошње нивоа, чиме се избегава затварање владе.
Године 2012, заједно са председником Обамом, поново је изабран за други мандат победивши републиканску карту коју су формирали Мит Ромни и Пол Рајан, званично положио заклетву 20. јануара 2013 у рукама судије Соње Сотомајор.
Током другог мандата провео је у разним приликама против родно заснованог насиља, помажући у усвајању закона против насиља над женама 2013. године. Овај закон је међу својим развојима видео стварање Комисије за жене Беле куће којом је копредседавао сам Бајден са саветницом Валери Џерет. Такође, 2014. године, седноидни планетоид 2012 ВП113, удаљен између 80 и 446 АЈ, је назван по њему и преименован у Бајден у његову част.
У октобру 2015, након вишемесечних спекулација, он је, током конференције за штампу у Роуз Гардену у Белој кући, такође након преране смрти његовог сина Боа, најавио свој избор да се не кандидује за председника Сједињених Држава 2016. подржавајући кандидатуру Хилари Клинтон на предизборима Демократске странке.
Дана 28. фебруара 2016, Бајден је говорио на 88. додели Оскара у кратком говору о злочинима који укључују сексуално насиље и представљајући наступ певачице Лејди Гаге.
Дана 15. маја 2016, Бајден је (заједно са Џоном Бенером) добио медаљу Лаетаре са Универзитета Нотр Дам, која се сматра највишом наградом за католике у САД.
Председник Обама је 12. јануара 2017. године одлучио, међу последњим актима своје администрације, да свог заменика награди Председничком медаљом слободе, највишом одличјем у земљи, дефинишући Бајдена као „лава у америчкој историји и пример за генерације будућности“. Медаља је додељена "са одликом", што је до сада додељена само још три личности: председнику Роналду Регану, државном секретару Колину Пауелу и папи Јовану Павлу II.
Штампа је приметила да је однос између председника Обаме и његовог заменика Бајдена један од најчвршћих забележених у историји америчког председавања. Током интервјуа, Бајден је рекао да је, када је његовом сину Бoу дијагностификована болест, одлучио да прода своју кућу у Делаверу како би сносио веома високе трошкове лечења. Сазнавши за ово, Обама је одмах затражио да се састане са њим и понудио му да плати лечење у целости, избегавајући продају породичне куће. Током церемоније доделе Председничке медаље слободе, председник је, обраћајући се Бајдену, рекао: „Ти си био први избор који сам направио као кандидат, и најбољи.

### Председничке кампање 2020. и 2024.

#### Кандидатура за председничке изборе 2020.
После потпредседника, од 2017. до 2019. године Бајден је више пута изражавао могућност да се кандидује за председничке изборе 2020. и спекулације о његовој могућој кандидатури су се постепено умножавале, посебно након објављивања његових мемоара у књизи (Тата, обећај ми).
У јулу 2018. рекао је да ће своју одлуку донети јавно у јануару 2019., убрзо након међуизбора у новембру 2018. године, али је датум касније одложен.
Дана 25. априла 2019. године, објављивањем антирасистичке видео поруке у трајању од око 3 минута, у којој је оштро напао председника Доналда Трампа, Џо Бајден је званично најавио своју кандидатуру на председничким изборима 2020. године. То је трећи пут да се пријавио након оних из 1988. и 2008. године. У 24 сата након објаве, прикупио је 6,3 милиона малих онлајн донација за своју кампању, надмашивши све остале кандидате Демократске странке. Он је 18. маја 2019. инаугурисао председничку кампању првим митингом у Филаделфији (Пенсилванија), граду у којем је изабрао да отвори своје седиште. Менаџер кампање је Грег Шулц, а виши саветници су Симоне Сандерс, Анита Дун и Кристобал Алек. Слогани кампање су Вратите душу Америке и Наши најбољи дани су још пред нама.

#### Председнички избори 2020.
8. априла 2020, повлачењем јединог преосталог изазивача, сенатора Вермонта Бернија Сандерса, он је званично постао демократски кандидат у пектору на председничким изборима 3. новембра, на којима ће изазвати одлазећег председника Доналда Трампа. Могући избори за потпредседника укључују сенаторе и бивше кандидате Камалу Харис (дугогодишњи високо оцењени), Елизабет Ворен и Ејми Клобучар, наводи ЦНН. Између осталих, и Стејси Абрамс, гувернерка Новог Мексика Мишел Лујан Гришам и гувернерка Мичигена Гречен Витмер.
Сенатор Сандерс и његов главни противник су 13. априла објавили своју подршку Бајдену у председничкој трци и замолили своје присталице да га подрже, прецизирајући да ће радити са њим како би обезбедио да Трамп буде поражен. Сутрадан, 14. априла, бивши амерички председник Барак Обама објавио је 11-минутну видео-поруку у којој објављује пуну подршку Бајдену, његовом бившем потпредседнику у Белој кући, објашњавајући своје таленте и разлоге због којих верује да ће бити одличан председник., захваливши Сандерсу на праведности и подвлачећи важност јединства демократа према изазову у новембру. 15. априла је такође добио подршку сенатора и бивше кандидаткиње на изборима Елизабет Ворен. 28. априла такође добија подршку бившег државног секретара и кандидата демократа на председничким изборима 2016. Хилари Клинтон.
Међу председавајућима Бајденове кампање су, између осталих, Ерик Гарсети (градоначелник Лос Анђелеса), Лиза Блант Рочестер, Валери Бајден Овенс, Седрик Ричмонд и Гречен Витмер (гувернер Мичигена). У априлу, Бајденова кампања је известила да је прикупила 46,7 милиона долара онлајн донација у марту 2020. (када он још није био претпостављени демократски кандидат), надмашивши Клинтона и Обаму у марту 2016. и марту 2012.
У мају је Бајден, уз сарадњу Бернија Сандерса, основао радне групе за даљи развој изборног програма демократа на најбољи могући начин у погледу председничких избора. Александра Окасио-Кортез, популарна њујоршка конгресменка која је подржала Сандерса на предизборима, али која је предложила New Green Deal план који има за циљ да учини „зеленом“ америчку економију како би се земља спасила од претње глобалног загревања.
Упркос бројним одлагањима примарних избора у Сједињеним Државама због ванредног стања повезаног са новим коронавирусом, Бајден је 6. јуна 2020. достигао квоту од 1 991 делегата, поставши кандидат Партије за председника, док ова кандидатура не буде санкционисана Конвенцијом. који ће се одржати у лето. На крају свих гласања, завршених 11. августа, Бајден је сакупио укупно 19.058.015 гласова, поставши кандидат са највише преференција у историји демократских предизборних избора у Сједињеним Државама.
После избора одржаних 3. новембра 2020. године, Џо Бајден је изабран за председника Сједињених Држава, који је 7. новембра признат као новоизабрани председник. Са 81.282.896 гласова (51,3%), он је председнички кандидат који је добио највише гласова у историји САД. Поред поновног освајања историјског плавог зида (Пенсилванија, Мичиген, Висконсин), који је Хилари Клинтон коштао пораза 2016. године. Бајден је такође успео да освоји Аризону и Џорџију, две државе које су традиционално републиканске и које нису гласале за демократског кандидата од 1996. односно 1992.

### 2024
Завршавајући вишемесечне спекулације, 25. априла 2023. Бајден је потврдио да ће се кандидовати за реизбор за председника на изборима 2024, са Харисом поново као његовим потпредседником. Кампања је покренута четири године од дана почетка његове председничке кампање 2020. Такође је најављено да ће Џули Чавез Родригез бити менаџер кампање, а Квентин Фулкс ће бити главни замјеник менаџера кампање. Копредседавајући су Лиза Блант Рочестер, Џим Клајбурн, Крис Кунс, Теми Дакворт, Џефри Каценберг и Гречен Витмер.
Прва председничка дебата одржана је 27. јуна 2024. између Бајдена и Трампа. Бајденов учинак је био широко критикован, а коментатори су рекли да је често губио ток мисли и давао кривудаве одговоре. Неколико новинских колумниста прогласило је Трампа победником, и анкете су показале да већина посматрача дебате верује да је Трамп победио. Након што је дебата покренула питања о његовом здрављу и годинама, Бајден се суочио са позивима да се повуче из трке, укључујући и колеге демократе и уређивачке одборе неколико великих новинских кућа.
Бајден је у почетку инсистирао да ће остати кандидат, али је 21. јула повукао своју кандидатуру, написавши да је то „у најбољем интересу моје странке и земље“. Подржао је Хариса као свог наследника. Његово саопштење је уследило 29 дана пре почетка Демократске националне конвенције 2024. године. Дана 6. августа 2024, Харис је потврђен као демократски председнички кандидат након што је обезбедио 99% делегата на виртуелном прозивком гласања. Ово је био први пут да је кандидат који испуњава услове одбио да се кандидује за реизбор од Линдона Б. Џонсона 1968. године.

## Председничка транзиција
Сходно Америчким законима, у периоду између избора и инаугурације новог председника, изабрани председник саставља кабинет и долази до постепене транзиције власти. Овлашћења одлазећег председника у тромесечном периоду преносе се на изабраног председника. Џо Бајден је званично постао 46. председник САД 20. јануара 2021.
Бајден је положио заклетву као 46. председник САД на Капитол хилу.
Бајден је већ био номиновао неколико кандидата на кључне позиције у администрацији. За већину именовања у председничкој администрацији потребна је сагласност Сената САД, са изузетком позиције шефа особља Беле куће.

### Састав Бајденове администрације
| Позиција                                     | Име кандидата             | Мандат                    |
| -------------------------------------------- | ------------------------- | ------------------------- |
| Председник                                   | Џо Бајден                 | 2021 — 2025.              |
| Потпредседник                                | Камала Харис              | 2021 — 2025,              |
| Државни секретар                             | Ентони Блинкен            | 2021 — 2025.              |
| Секретар за финансије                        | Џенет Јелен               | 2021 — 2025.              |
| Секретар одбране                             | Лојд Остин                | 2021 — 2025.              |
| Државни правобранилац                        | Мерик Гарланд             | 2021 — 2025.              |
| Секретар за унутрашње послове                | Деб Халанд                | 2021 — 2025.              |
| Секретар за пољопривреду                     | Том Вилсак                | 2021 — 2025.              |
| Секретар за трговину                         | Џина Рејмондо             | 2021 — 2025.              |
| Секретар за рад                              | Марти Волш Џули Су        | 2021 — 2023. 2023 — 2025. |
| Секретар за здравство и социјалне службе     | Хавијер Бекера            | 2021 — 2025.              |
| Секретар за образовање                       | Мигел Кардона             | 2021 — 2025.              |
| Секретар за изградњу и урбани развој         | Марша Фаџ Адријана Тодман | 2021 — 2024. 2024 — 2025. |
| Секретар за транспорт                        | Пит Бутиџиџ               | 2021 — 2025.              |
| Секретар за енергетику                       | Џенифер Гранхолм          | 2021 — 2025.              |
| Секретар за ветеранска питања                | Денис Макдона             | 2021 — 2025.              |
| Секретар за националну безбедност            | Алехандро Мајоркас        | 2021 — 2025.              |
| Шеф особља Беле куће                         | Рон Клејн Џеф Зинтс       | 2021 — 2023. 2023 — 2025. |
| Управник агенције за заштиту животне средине | Мишел С. Риган            | 2021 — 2025.              |
| Директор канцеларије за менаџмент и буџет    | Шаланда Јанг              | 2021 — 2025.              |
| Амбасадор при Уједињеним нацијама            | Линда Томас-Гринфилд      | 2021 — 2025.              |
| Представник САД за трговинску политику       | Кетрин Тај                | 2021 — 2025.              |
| Управник агенција за мало и средње предузеће | Изабел Гузман             | 2021 — 2025.              |
| Директор националне обавештајне службе       | Аврил Хејнес              | 2021 — 2025.              |
| Директор Централно обевештајне агенције      | Вилијам Џозеф Бернс       | 2021 — 2025.              |

## Председник (2021—2025)
Џо Бајден је положио заклетву и преузео је дужност 20. јануара 2021, заједно са изабраном потпредседницом Камалом Харис, првом женом, као и индијско-америчком црнкињом, која је обављала ту функцију. То је најстарија особа у време преузимања председничке функције у историји Сједињених Држава, друга рођена у Пенсилванији од Џејмса Бјукенена (1857–1861) и друга католик после Џона Фицџералда Кенедија.

### Унутрашња политика

#### Првих сто дана
У првих 100 дана од ступања на дужност, Бајден је потписао низ извршних наредби за решавање важних питања као што су пандемија, економски пад, контрола оружја и социјална правда: његов први чин било је потписивање Наредбе екецутиве 13991, која је са у циљу борбе против пандемије КОВИД-19, захтева ношење маске и одржавање социјалне дистанце у федералним зградама и имањима.
Штавише, његова администрација је поништила различите политике које су карактерисале претходну Трампову администрацију, пре свега у области животне средине (повратак Сједињених Држава на Париски споразум о климатским променама), у области грађанских права (са забраном трансродне особе од служења војске) и привреде (уз повећану заштиту посла за федералне раднике).

### Спољна политика

#### Европска унија
У спољној политици, председник Бајден је поново потврдио америчку посвећеност НАТО- у као средству за обуздавање растућег утицаја Кине и Русије, као и учвршћивање веза са савезницима у Европској унији (чији су односи са Сједињеним Државама остали напети све време Председништво Доналда Трампа), такође у циљу борбе против климатских промена. Суспензија америчких дажбина које је Трампова администрација наметнула на челик и алуминијум који долазе из Европске уније такође се уклапа у ову перспективу, која је заузврат одговорила опорезовањем више одређених америчких пољопривредних и индустријских производа ( кикирики, виски, фармерке, мотоцикли итд), објавила је 30. октобра, након интензивних преговора, секретарка за трговину Гина Раимондо током састанка Г20 у Риму.

#### Авганистан
Дана 14. априла 2021. председник је најавио потпуно повлачење америчких трупа из Авганистана до 11. септембра, да би датум померио на 31. август у јулу. Најава скорог повлачења свих америчких трупа из Авганистана отворила је пут за наставак насиља и терористичких напада у земљи: 15. августа талибани, због распуштања авганистанске војске и бекства председника Ашрафа Ганија у Таџикистану, успева да освоји главни град Кабул, приморавајући хиљаде авганистанских грађана који су сарађивали са окупационим снагама да побегну из земље и обнављајући диктаторски режим који је окончан после америчке инвазије 2001. године. Због повлачења америчке војске, њених модалитета и последица, укључујући напад на аеродром у Кабулу, Бајдена су критиковали републиканци, неки чланови његове партије и део америчке штампе. Такође због повлачења из Авганистана, његов рејтинг је опао.

#### Француска
Потписивање АУКУС споразума између Сједињених Држава, Аустралије и Уједињеног Краљевства, објављеног 15. септембра 2021., којим се предвиђа продаја нуклеарних подморница влади Канбере, ради патролирања и војног патролирања морског дела у Индо- Пацифичка област у антикинеској функцији. Ово је изазвало насилне дипломатске протесте Француске, која је са аустралијском владом потписала споразум о продаји подморница на атомски погон од 2016. године, који је престао због потписивања пакта између три англосаксонске нације; као резултат тога, влада у Паризу је 17. септембра опозвала свог амбасадора у Сједињеним Државам, што је означило врхунац напетости између две нације од 1798. године, када су ушле у квази-рат због афере КСИЗ . У наредним данима, Бајден и Емануел Макрон су имали телефонски разговор и француски амбасадор је враћен у Вашингтон.

#### Украјина
Џо Бајден се такође бави руско-украјинском кризом; у ствари, он је изјавио да верује да је руска инвазија на Украјину могућа у фебруару 2022, која се заправо догодила 24. тог месеца. Након инвазије, у координацији са европским партнерима и земљама Г7, амерички председник је увео тешке економске санкције руској економији и олигарсима.

### Номинација Кетанџи Браун Џексон
26. јануара 2022. објављено је да је судија Стивен Брејер планирао да се повуче на крају садашњег мандата суда, дајући Бајдену прву прилику да именује судију. Бајден је 27. јануара поновио своју намеру да одржи своје предизборно обећање да ће номиновати црнкињу. 22. фебруара је објављено да се Бајден састао са своја три најбоља кандидата, Кетанџи Браун Џексон, Џеј Мишел Чајлдс и Леондром Кругер. 25. фебруара је објављено да ће Бајден предложити судију Џексона. Дана 7. априла 2022, Џексон је потврђена са 53-47 гласова. Затим је положила заклетву 30. јуна 2022. у подне, када је Брејерово пензионисање ступило на снагу.

## Контроверзе
Тара Риде, 56-годишња жена, рекла је 28. марта 2020. да ју је 1993. године, када је радила као помоћница у канцеларији тадашњег сенатора Бајдена, гурнуо уза зид, покушао да је пољуби и оклизнуо прстима између њених гениталија. Тара је тада имала 29 година, док је Бајден имао 51 годину и већ је био истакнути конгресмен у Конгресу Сједињених Држава.

## Дела
- Biden, Joseph R., Jr.; Helms, Jesse (1. 4. 2000). Hague Convention On International Child Abduction: Applicable Law And Institutional Framework Within Certain Convention Countries Report To The Senate. Diane Publishing. ISBN 0-7567-2250-0.
- Biden, Joseph R., Jr. (8. 7. 2001). Putin Administration's Policies toward Non-Russian Regions of the Russian Federation: Hearing before the Committee on Foreign Relations, U.S. Senate (PDF). U.S. Government Printing Office. ISBN 0-7567-2624-7.
- Biden, Joseph R., Jr. (24. 7. 2001). Administration's Missile Defense Program and the ABM Treaty: Hearing Before the Committee on Foreign Relations, U.S. Senate (PDF). U.S. Government Printing Office. ISBN 0-7567-1959-3. Архивирано из оригинала (PDF) 5. 3. 2016. г.
- Biden, Joseph R., Jr. (5. 9. 2001). Threat of Bioterrorism and the Spread of Infectious Diseases: Hearing before the Committee on Foreign Relations, U.S. Senate (PDF). U.S. Government Printing Office. ISBN 0-7567-2625-5.
- Biden, Joseph R., Jr. (12. 2. 2002). Examining The Theft Of American Intellectual Property At Home And Abroad: Hearing before the Committee On Foreign Relations, U.S. Senate (PDF). U.S. Government Printing Office. ISBN 0-7567-4177-7.
- Biden, Joseph R., Jr. (14. 2. 2002). Halting the Spread of HIV/AIDS: Future Efforts in the U.S. Bilateral & Multilateral Response: Hearings before the Comm. on Foreign Relations, U.S. Senate. Diane Publishing. ISBN 0-7567-3454-1.
- Biden, Joseph R., Jr. (27. 2. 2002). How Do We Promote Democratization, Poverty Alleviation, and Human Rights to Build a More Secure Future: Hearing before the Committee on Foreign Relations, U.S. Senate (PDF). U.S. Government Printing Office. ISBN 0-7567-2478-3.
- Biden, Joseph R., Jr. (1. 8. 2002). Hearings to Examine Threats, Responses, and Regional Considerations Surrounding Iraq: Hearing before the Committee on Foreign Relations, U.S. Senate (PDF). U.S. Government Printing Office. ISBN 0-7567-2823-1.
- Biden, Joseph R., Jr. (1. 1. 2003). International Campaign Against Terrorism: Hearing before the Committee on Foreign Relations, U.S. Senate. Diane Publishing. ISBN 0-7567-3041-4.
- Biden, Joseph R., Jr. (1. 1. 2003). Political Future of Afghanistan: Hearing before the Committee on Foreign Relations, U.S. Senate. Diane Publishing. ISBN 0-7567-3039-2.
- Biden, Joseph R., Jr. (1. 9. 2003). Strategies for Homeland Defense: A Compilation by the Committee on Foreign Relations, U.S. Senate. Diane Publishing. ISBN 0-7567-2623-9.
- Biden, Joseph (2005). „Foreword”.  Ур.: Nicholson, William C. Homeland Security Law and Policy. C. C Thomas. ISBN 0-398-07583-2.
- Biden, Joe (31. 7. 2007). Promises to Keep. Random House. ISBN 978-1-4000-6536-3. Also paperback edition, Random House (2008)  0-8129-7621-5.
- Biden, Joe (14. 11. 2017). Promise Me, Dad: A Year of Hope, Hardship, and Purpose. Flatiron Books. ISBN 978-1-250-17167-2.